# Geschichte der Wasserstraßen
Die Geschichte der Wasserstraßen umfasst die weltweiten Aktivitäten von der Frühgeschichte bis zur Gegenwart, um Flüsse für die Schifffahrt besser nutzbar zu machen und Kanäle zu errichten. Wasserstraßen, zu denen neben Kanälen auch alle schiffbaren Flüsse gerechnet werden, sind in Europa spätestens seit dem Mesolithikum von Menschen zum Reisen genutzt worden. Die Funde von nicht seetüchtigen Einbäumen belegen die Existenz der Binnenschifffahrt zu dieser Zeit.
Bis zur Einführung des Pferdes in der Hallstattzeit stellten die großen Flusssysteme Nordeuropas die wesentlichen Transportrouten für den Schwerlast- und Personenverkehr dar.
Es ist davon auszugehen, dass die bandkeramischen Einwanderer Nordeuropa zunächst über die Donau und den Rhein erschlossen.
In den Provinzen des Römischen Reiches kommt es dann vermutlich erstmals zur Anlage von Treidelpfaden und Kanälen. Jedoch sind diese nur durch Schrift und Bildquellen zu belegen.
Weit früher wurde in Asien und Nordafrika mit dem Bau der ersten künstlichen Wasserstrassen nämlich der Kanäle begonnen. Nachfolgend ist diese Entwicklung – in Auszügen – dargestellt, da die Erfassung der kompletten Entwicklung das Ausmaß eines Artikels in jeder Hinsicht sprengen würde.
Es gibt zwei bemerkenswert große Zeiträume. Der erste reichte vom 5. Jahrhundert vor Christus bis zum 8. Jahrhundert nach Christus. Ein Grund für die fehlende Entwicklung in diesem Zeitraum ist möglicherweise die fehlende Dokumentation der erforderlichen Kenntnisse. Der zweite große Zeitraum vom 8. bis zum 19. Jahrhundert rührt daher, dass in dieser Zeit Mensch und Tier als natürliche Kraft die Bewegung eines Schiffes gegen den Strom (Bergfahrt, Flussaufwärts) erst möglich machten. Eine grundlegende Wandlung ergab sich erst mit Erfindung der Dampfmaschine im 19. Jahrhundert sowie des Dieselmotors im 20. Jahrhundert.

## Antike
Pharao Necho II. (reg. 610–595 v. Chr.), ein Sohn Psammetichs I., begann in Ägypten mit den Arbeiten an einer Kanalverbindung zwischen dem Nil bzw. Mittelmeer und dem Roten Meer, die allerdings erst um 280 v. Chr. unter Ptolemaios II. fertiggestellt wurde. An den Kanalausgängen standen nach Auskunft antiker Geographen bereits Schleusen. Obwohl zu Kleopatras Zeit teilweise bereits versandet, bildete der Kanal den geographischen Vorläufer des Suezkanals.
Der größte antike Kanal des Nahen Ostens war der Nahrawan-Kanal entlang des Tigris in der Nähe von Ktesiphon. Er stammte aus dem 3. Jahrhundert, war 400 km lang und 122 m breit.
Der Kanalbau der Römer war vor allem von militärischen Gesichtspunkten geprägt. In Germanien entstand vermutlich um 12 v. Chr. die Fossa Drusiana, ein Kanal, der den Rhein mit dem Oberlauf der IJssel verband. Unter dem Befehlshaber Gnaeus Domitius Corbulo wurde ab dem Jahr 47 n. Chr. die Fossa Corbulonis erbaut, ein künstlicher Wasserweg, der den Rhein bei Matilo mit der Maas verband. Dieser Kanal war 34,5 km lang. Seine Breite variierte zwischen 12 und 14 Metern, die Wassertiefe betrug zwei Meter. Die Fossa Corbulonis ist abschnittsweise noch heute im Gelände nachzuvollziehen.
In China war der wahrscheinlich aus dem 6. Jh. v. Chr. stammende Hong-Gou-Kanal die erste künstliche Wasserstraße. Eine bekanntere technische Leistung war jedoch der Magische Kanal (Ling Qu) aus der Zeit Qin Shihuangdis um 219 v. Chr., der zwei entgegengesetzt fließende Flüsse – Li und Xiang – bändigte und miteinander verband. Er wurde durch Shi Lu projektiert, diente zunächst der Truppenversorgung und war der erste Kanal, der in unebenem Gelände über 32 km entlang von Höhenlinien geführt wurde. Der chinesische Kaiserkanal (7. Jh.) ist über 1700 km lang, oft 30 m breit, Höhenunterschied ca. 42 m. Einzelne Teile des Kanals entstanden schon vor mehr als 2.400 Jahren (Ende der Frühlings- und Herbstannalen im Staat Wu).
In Indien errichtete Nandivardhana (Śiśunāga-Dynastie) im 5. Jh. v. Ch. einen künstlichen Wassertransportweg.

## Europa seit dem 8. Jahrhundert

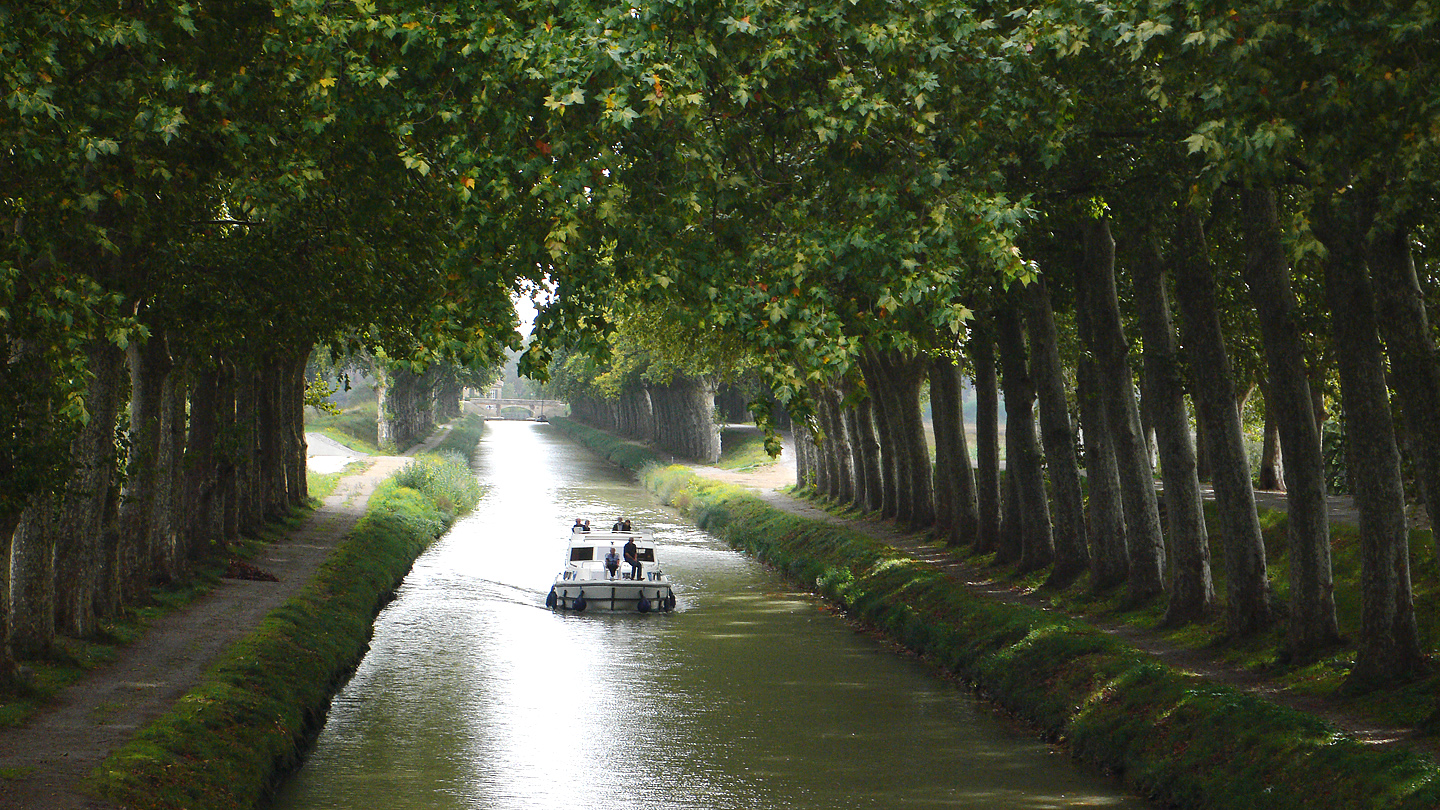
Canal du Midi

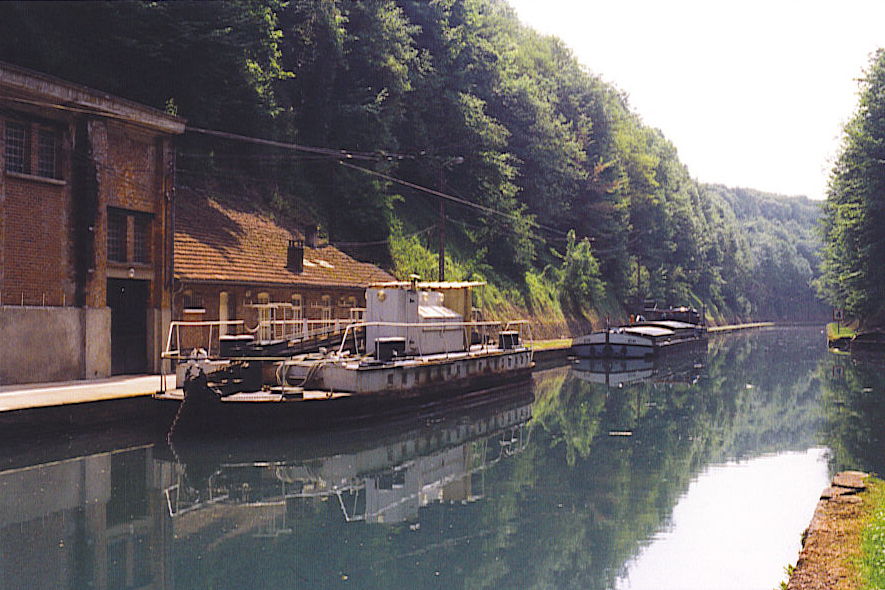
Canal de Saint-Quentin

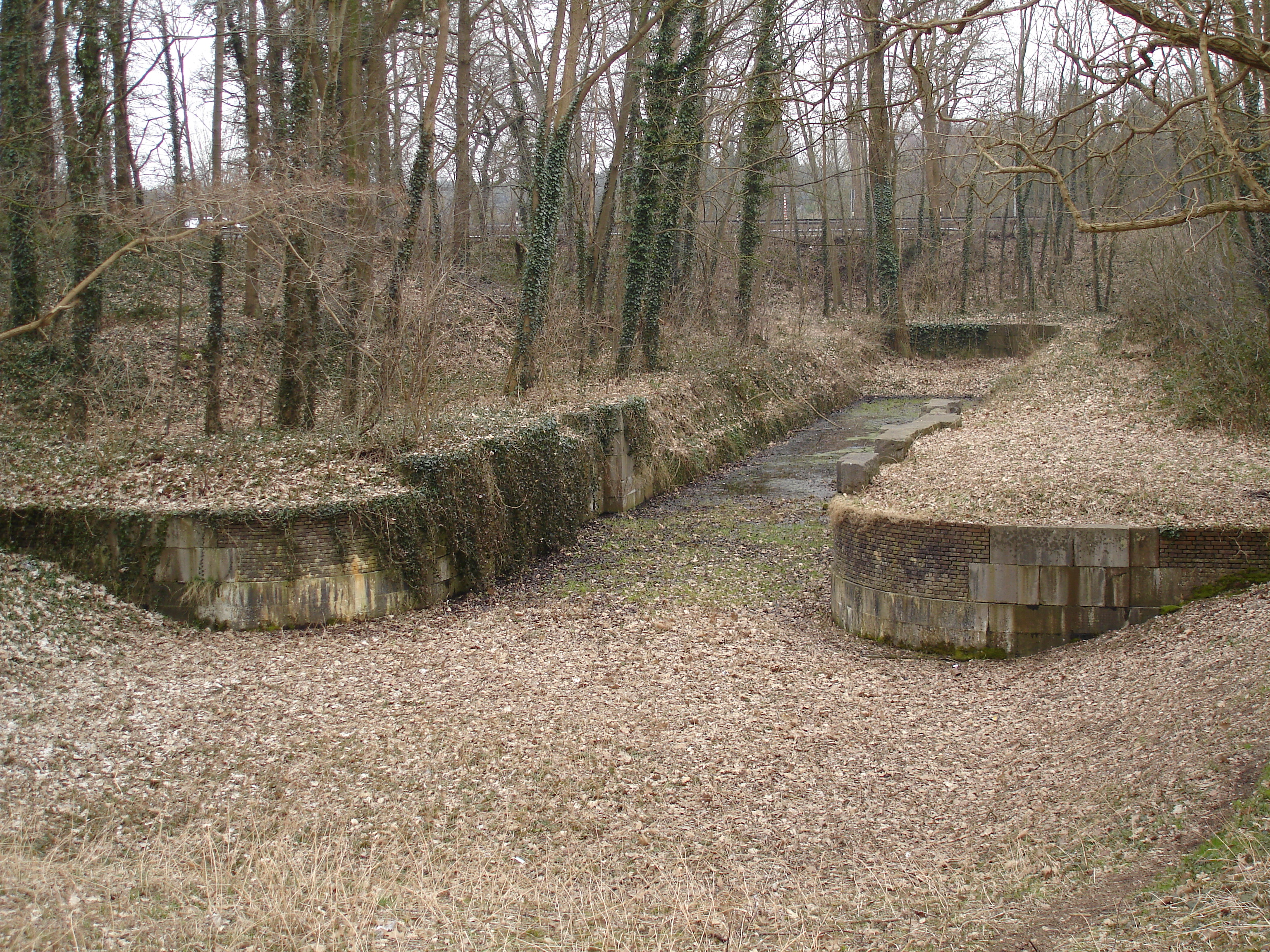
Schleuse des geplanten Nordkanals

Wasserstraßen waren im Mittelalter die einzige Alternative zum Landweg. Als Wasserstraßen dienten zunächst die Flüsse. Wegen der für die Schifffahrt problematischen Wasserverhältnisse bei naturbelassenen Flüssen wurde ab dem 8. Jahrhundert versucht, die Flüsse durch Bauwerke schiffbar zu halten. Im Gegensatz zu natürlichen Gewässern boten die entstandenen Kanäle zahlreiche Vorteile: weitgehend gleich bleibende Wasserstände und beherrschbare Strömungen. Sie hatten wegen der wenigen ausgebauten Wege eine hohe verkehrstechnische Bedeutung. Ferner dienten sie der Verkehrsnetzentwicklung.
Durchstiche von Flussschleifen wurden ab dem 12. Jahrhundert durchgeführt und bildeten zusammen mit Deichen die erste Möglichkeit, Flussläufe zu korrigieren.
Im 10.–11. Jahrhundert entstanden Ansiedlungen und Märkte vor allem an Flussübergängen. Die Benutzung von Wasserstraßen beinhaltete Probleme: Flussaufwärts musste getreidelt werden, heißt: Pferde mussten das Schiff bergauf ziehen. Dies war natürlich sehr zeitaufwändig. Denn wurde z. B. das Gelände zu unwegsam, musste man die Tiere erst auf die andere Seite bringen, wo sie dann weiter zogen. Die Treidelpfade dienten dazu, mit Pferden die Kähne stromaufwärts zu ziehen.
Schwere Lasten wie Steine und Getreide wurden hauptsächlich auf Schiffen transportiert. Ein Nachteil war die geringe Ladekapazität der Schiffe. Zur Lösung dieses Problems wurden häufig Einwegschiffe eingesetzt. Das Holz diese Schiffe wurde an dem Endpunkt der Fahrt weiterverwendet.
Mit dem Aufblühen der Städte im Mittelalter bildeten die Flüsse die frequentesten Verkehrs- und Handelsstraßen. Nur zu bald aber erkannten die Dynasten in den Wasserstraßen eine ergiebige Einnahmequelle und belegten sie daher mit hohen Zöllen (s. Wasserregal). Es dauerte Jahrhunderte, ehe sich in den herrschenden Kreisen eine bessere volkswirtschaftliche Einsicht Bahn brach, welche auf den meisten europäischen Strömen, wenigstens insoweit sie in einem Land flossen, die Abschaffung der Flusszölle herbeiführte.
Die Erfindung der Kammerschleuse im 15. Jahrhundert gab den Anstoß für die großen Kanalbauten Mitteleuropas. In Frankreich wurde unter Ludwig XIV. und Jean-Baptiste Colbert der Canal du Midi gebaut. Später setzte sich Napoleon I. für einen großzügigen Kanalbau ein (z. B. Canal de Saint-Quentin). In der Zeit der Besetzung Deutschlands begann Napoleon mit dem Bau des Nordkanals und konzipierte einen Canal de la Seine à la Baltique, der den Rhein mit der Ostsee bei Lübeck verbinden sollte. In Belgien und den Niederlanden begannen größere Kanalbauten ebenfalls im 15. Jahrhundert, während Russland erst ab 1700 die Anlage großer künstlicher Wasserstraßen durchführte. Etwa zur gleichen Zeit begann der erste bedeutendere Kanalbau in Großbritannien (Sankey-Brook-Kanal, 1720).

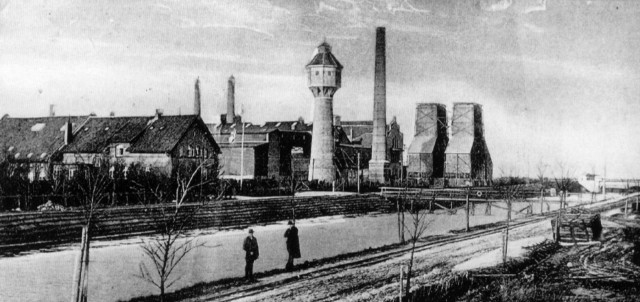
Nordgeorgsfehnkanal (Moorkanal) 1910; im Hintergrund das Torfkraftwerk Wiesmoor

Einen Sonderfall stellen Moorkanäle dar, die einen doppelten Zweck erfüllen: Erstens sollen sie ein Moor entwässern und zweitens zugleich eine Möglichkeit schaffen, den abgebauten Torf per Kähnen abzutransportieren. Die älteste Siedlung, die auf diese Weise entstanden ist, ist die Siedlung Oude Pekela in der niederländischen Provinz Groningen. Sie wurde 1599 gegründet. Die älteste deutsche Fehnkolonie entlang mehrerer Moorkanäle ist das 1630 gegründete Papenburg im Emsland. Die meisten Moorkanäle wurden während des 19. Jahrhunderts gebaut.

### Deutschsprachiger Raum

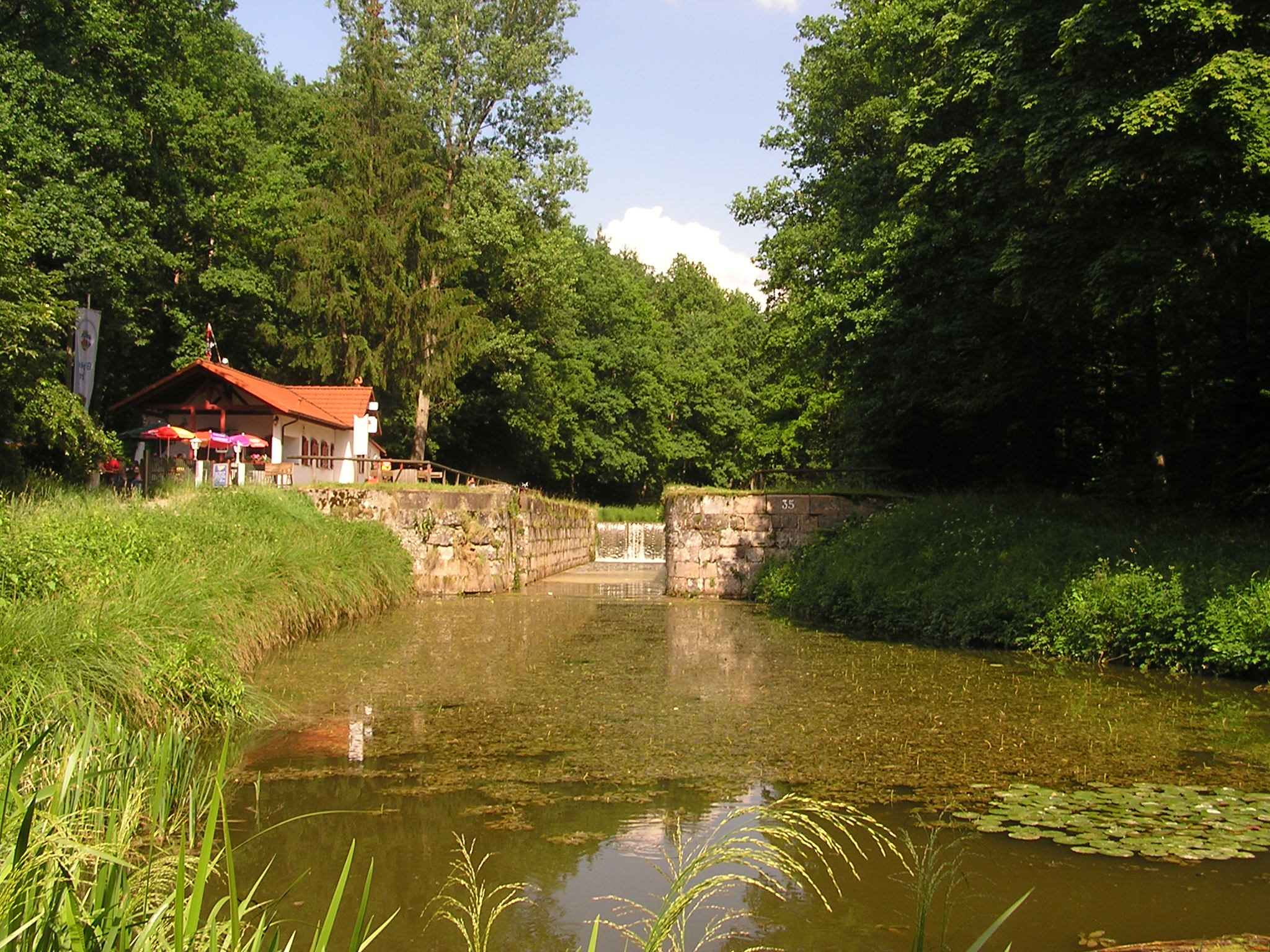
Schleuse am Ludwigskanal

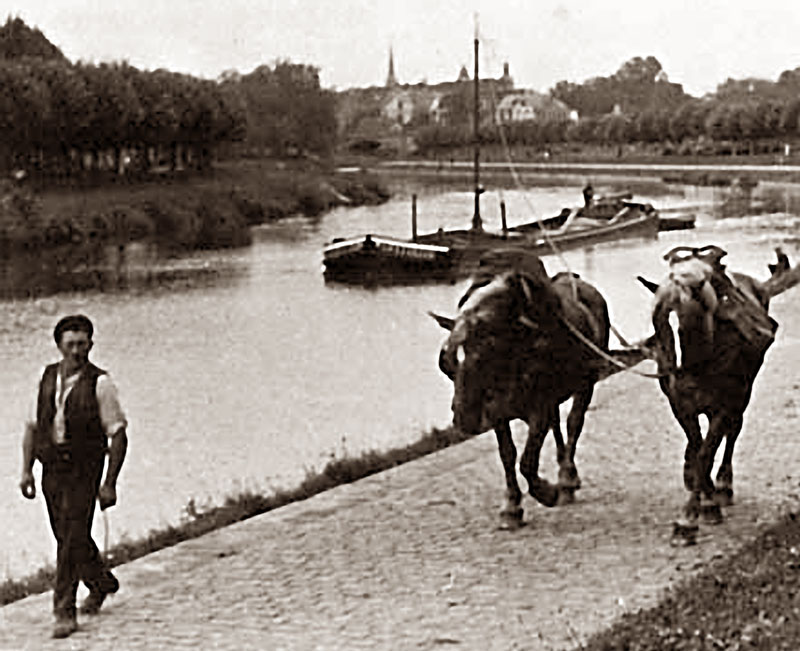
Treideln mit Zugtieren am Finowkanal

#### 8. – 16. Jahrhundert
793 n. Chr. gelang es Karl dem Großen, eine Verbindung zw. Rhein und Donau zu schaffen (Fossa Carolina), die aber keinen längerfristigen Bestand hatte. Erst 1845 wurde dies mit dem Ludwigskanal zwischen Bamberg und Kelheim realisiert.
In Deutschland wurden seit dem 14. Jahrhundert zunächst kleinere Kanäle gebaut (Ilmenau-Elbe-Kanal, Neuß-Rhein-Kanal, Stecknitz-Kanal), größere Projekte nahm man seit Ende des 17. Jahrhunderts in Angriff.

#### 17. – 19. Jahrhundert
Flussbegradigungen und die Beseitigung von Schifffahrtshindernissen erhöhten die Schiffbarkeit beispielsweise auf dem Neckar. Im Zeitraum von 1700 bis 1850 erfolgte eine Systematisierung des Flussausbaus. Zeitgleich begann auch in Deutschland eine erste Ära des Kanalbaus. Mit dem Ausbau und Neubau der Wasserstraßen änderten sich auch die Standortbedingungen für die Industrieproduktion. Es entstanden größere Manufakturen und Fabriken ermöglichten so eine rationellere Fertigung.
- Von 1605 bis 1620 dauerte die Bauzeit des Finowkanals, des ältesten noch befahrbaren Kanals in Deutschland.
- 1663 bis 1693 wurde der Friedrich-Wilhelm-Kanal von Neuhaus an der Spree bis zur Oder bei Frankfurt (Oder) gebaut. Dadurch entstand die erste künstliche Verbindung zweier großer Stromsysteme (von Oder und Elbe) in Europa.[7]
- Zwischen 1736 und 1896 wurde die Oder durch Wasserbauarbeiten zwischen der Olsamündung und Hohensaaten von 822 km auf 635 km Länge verkürzt.[8]
- 1743 wurde mit dem Bau des Plauer Kanals begonnen, der nach dem Ersten Weltkrieg zum Elbe-Havel-Kanal ausgebaut wurde.
- 1773 bis 1774 wurde der Bromberger Kanal (polnisch Kanał Bydgoski) errichtet.
- 1817 begann unter Leitung von Johann Gottfried Tulla die Rheinbegradigung; diese wurde 1876 zunächst beendet.
- 1823 befuhr das erste Dampfschiff den Rhein
- 1839 brachte der erste Dampfschlepper auf dem Rhein regelmäßig 3 – 4 kleine Schleppkähne von Rotterdam nach Emmerich. Hier mussten die Züge wegen der stärkeren Strömung aufgeteilt werden. Bereits 1846 wurden von Hugo Stinnes und Franz Haniel so starke Dampfschlepper bei den Werften bestellt, dass die Anzahl der Schleppkähne auf 10 erhöht werden musste, was zu damaliger Zeit zu der ungeheuren Transportleistung von rd. 2.000 t / pro Schleppverband führte.
- 1846 schloss der Ludwig-Donau-Main-Kanal die schiffbare Verbindung zwischen der Nordsee bei Rotterdam und dem Schwarzen Meer bei Constanța. Der Kanal wurde 1950 aufgelassen.

Mit dem Aufkommen der Eisenbahn als Transportmittel stagnierten zunächst Pläne zum Ausbau der Flüsse und zum Bau neuer Kanäle. Das änderte sich jedoch nach der Gründung des Deutschen Reichs. Bereits 1869 war der „Zentralverein zur Hebung der deutschen Fluß- und Kanalschiffahrt“ gegründet worden. Die Transportleistung der deutschen Wasserstraßen erhöhte sich innerhalb von 25 Jahren (1875–1900) von 2,9 Milliarden tkm auf 11,5 Milliarden tkm, wobei das benutzte Streckennetz mit etwa 10.000 km nahezu konstant blieb. Bei der Eisenbahn stieg in diesem Zeitraum die Transportleistung von 10,9 auf 36,9 Milliarden tkm. Hierbei muss aber berücksichtigt werden, dass in der gleichen Zeit sich das Streckennetz von 26.500 km auf 46.900 km erhöhte.

#### 1882 bis 2000

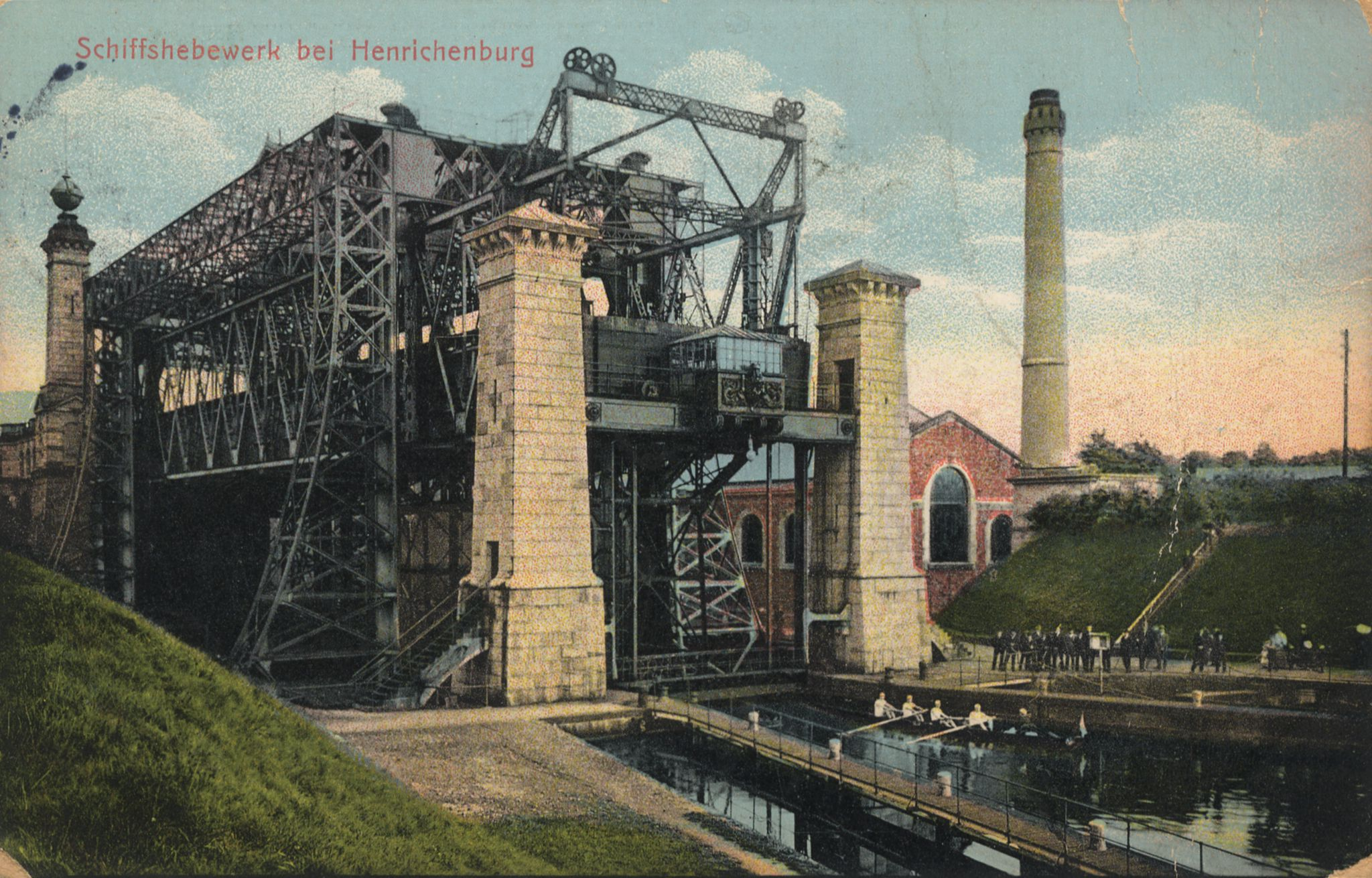
Das alte Schiffshebewerk Henrichenburg, Postkarte (um 1900)

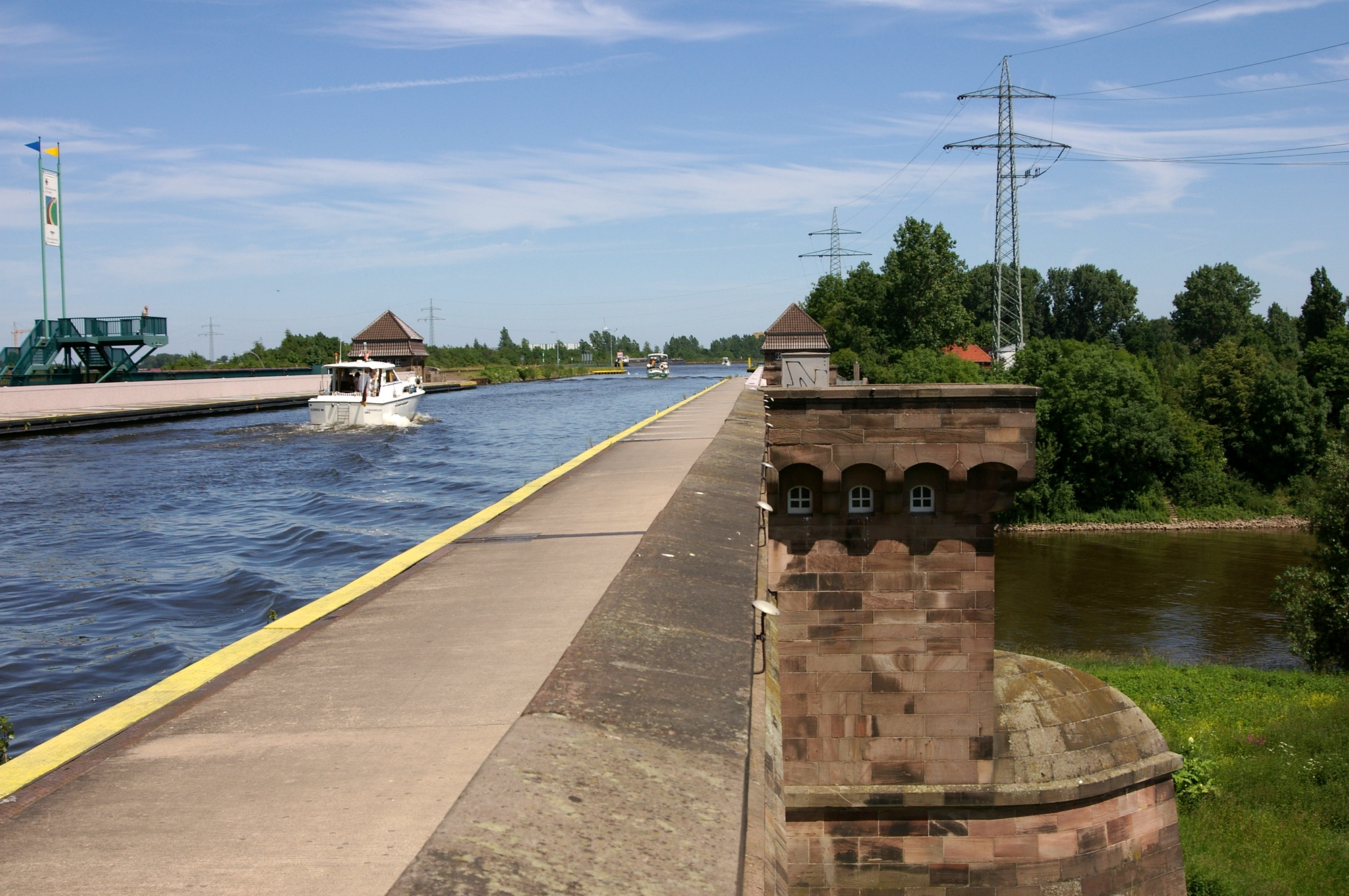
Alte Fahrt des Wasserstraßenkreuzes Minden (Brücke des Mittellandkanals über die Weser)

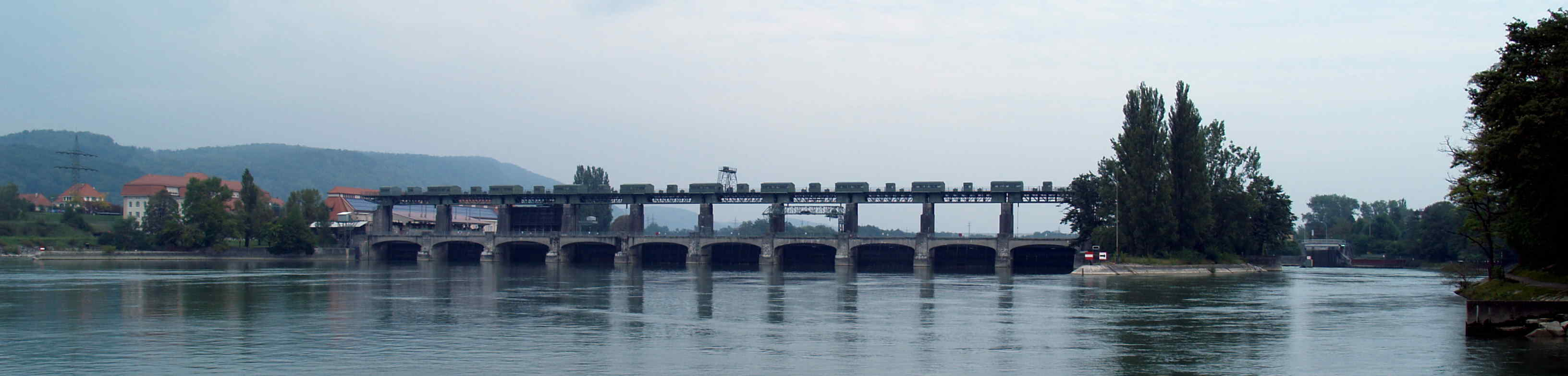
Staustufe Augst/Wyhlen: Schleuse Augst, Kraftwerk Augst (durch Bäume verdeckt), Stauwehr, Kraftwerk Wyhlen, Unterwerk Wyhlen

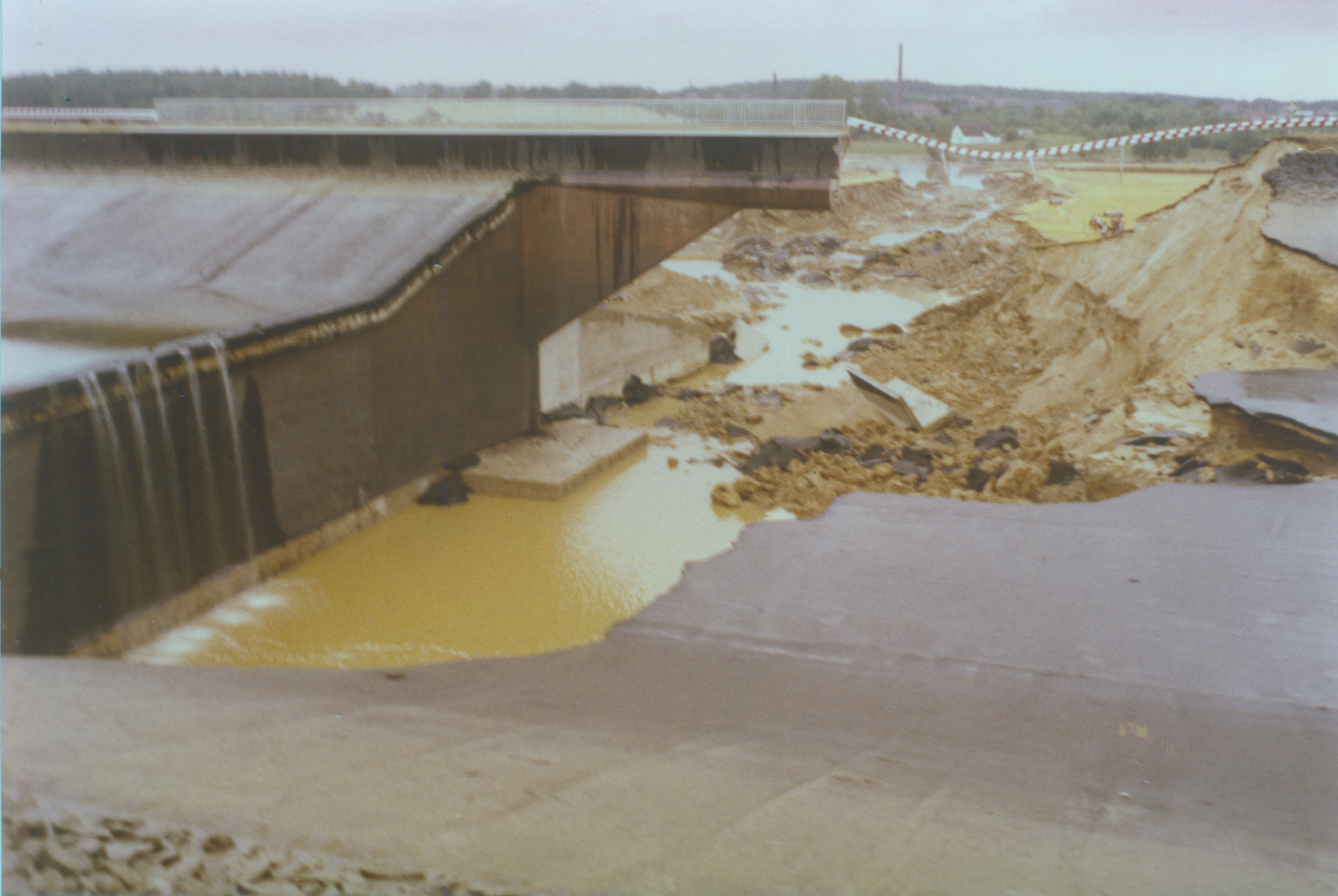
Bruch des Elbe-Seitenkanals bei Lüneburg 1976

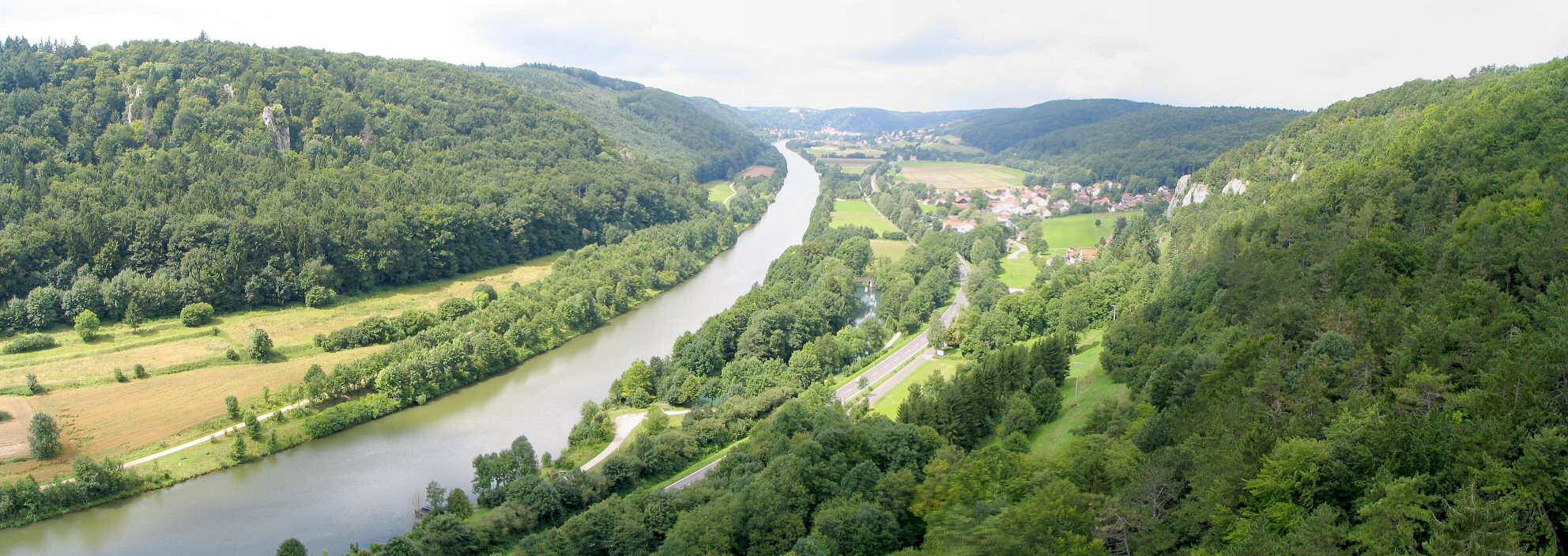
Das Altmühltal mit dem Main-Donau-Kanal bei Riedenburg

Die Erschließung des Ruhrgebietes durch künstliche Wasserstraßen begann im späten 19. und frühen 20. Jahrhundert mit dem Bau der Kanäle Dortmund-Ems-Kanal, Mittellandkanal, Rhein-Herne-Kanal und Wesel-Datteln-Kanal. Das Ruhrgebiet mit seinen gewaltigen Kohlevorkommen und riesigen Stahlwerken konnte dadurch erst seine spätere industrielle Größe erreichen.
Der Dortmund-Ems-Kanal wurde 1899 nach acht Jahren Bauzeit eröffnet. Zugleich ging das erste Schiffshebewerk Henrichenburg – eine Meisterleistung der damaligen Ingenieurskunst – in Betrieb. Damit wurde es möglich, die Erzversorgung der Hoesch AG von Emden aus sicherzustellen.
Seit 1915/16 ist die Kohleversorgung über den Rhein-Herne-Kanal sichergestellt.
1905 wurde der Bau des Mittellandkanals beschlossen – seine endgültige Fertigstellung erfuhr er nach 32 Jahren Bauzeit 1938. Der erste Abschnitt – bis Minden – wurde aber schon 1915 in Betrieb genommen. Es folgte der Bau – der bis dahin einzigartigen – Kanalüberführung in Trogbauweise über die Weser. Der Mittellandkanal überquert hierbei die Weser – wie eine Brücke. Auch dieses Bauwerk kann als Meisterleistung der Ingenieurskunst bezeichnet werden. Nach seiner Fertigstellung verbindet der Mittellandkanal über das weitere Wasserstrassennetz der vorgenannten Kanäle den Rhein, die Ems, die Weser und die Elbe miteinander.
Mit Baubeginn des Mittellandkanals wurde nahezu synchron zugleich die Erschließung von Mitteldeutschland von West nach Ost vorgenommen. Alle vorgenannten Kanäle bilden ein nahtlos miteinander verbundenes Wasserstrassennetz. Bis auf den Mittellandkanal waren bereits alle anderen Kanäle für die Standardschleppkähne vom Rhein (Länge = 85 m, Breite = 9,50 m, Abladetiefe = 2,50 und Tragfähigkeit 1.350 t) ausgebaut. Diese Größendefinition wurde um 1960 (genaues Datum leider unbekannt) für das sog. Europaschiff übernommen. Der Mittellandkanal musste hingegen nach seiner Fertigstellung noch rund 40 Jahre mit dem Ausbau warten.
1914 erfolgte die Eröffnung von Rhein-Herne-Kanal und Datteln-Hamm-Kanal. Mit Eröffnung dieser beiden Kanäle ist der direkte Aufstieg des Ruhrgebietes als Industrierevier untrennbar verbunden. Insbesondere der Rhein-Herne-Kanal verbindet zahlreiche Kohlezechen, die erst durch den Kanal in die Lage versetzt wurden, die geförderte Kohle kostengünstig aus dem liebevoll Revier genannten Ruhrgebiet herauszubringen.
1930 wurde der Wesel-Datteln-Kanal nach 15 Jahren Bauzeit (mit zwei Unterbrechungen) in Betrieb genommen.
Praktisch zeitgleich mit dem Bau der vorgenannten Kanäle begann auch der kanalisierte Ausbau des Oberrheins, zunächst zwischen Rheinfelden und Straßburg, später bis Iffezheim. Der Oberrhein wird dabei streckenweise in einem Kanalbett neben dem eigentlichen Fluss geführt.
1913 wurde die in ihrer Form in Europa vermutlich einzigartige Schleuse Kaiseraugst zusammen mit dem dazugehörigen Wasserkraftwerk Augst-Wyhlen in Betrieb genommen. Mit dieser Staustufe Augst/Wyhlen ist es erstmals möglich geworden, den Rhein über Basel hinaus bis nach Rheinfelden schiffbar zu machen. Rheinfelden ist damit zugleich die Rheinschifffahrtsgrenze. Insgesamt dauerte die Kanalisierung des Oberrhein über 60 Jahre – erst 1975 wurde die letzte Staustufe Iffezheim in Betrieb genommen.
In Debatten des Deutschen Reichstag wurde nach dem Ersten Weltkrieg von einer „Kanalpsychose“ gesprochen, da um 1920 Pläne zum Bau von Kanälen in ganz Mitteleuropa „wie Pilze aus dem Boden schossen“.
1958–1964 erfolgte die Moselkanalisierung und damit die Schiffbarmachung der Mosel von Koblenz bis Metz.
1975 wurde der Elbe-Seitenkanal nach acht Jahren Bauzeit in Betrieb genommen. Nach nur rund sechs Wochen Betrieb musste er wegen eines Dammbruches wieder geschlossen werden. Eine erneute Inbetriebnahme erfolgte rund ein Jahr später. Der Elbe-Seitenkanal verbindet den Mittellandkanal mit der Elbe. Der Bau wurde ursprünglich damit begründet, dass das Erz, welches im Hamburger Hafen angelandet wird, kostengünstig in die Industrieregion Salzgitter gebracht werden kann. Zu berücksichtigen ist allerdings, dass der Kanal den Weg von Hamburg ins Ruhrgebiet verkürzt und in der Zeit der Teilung Deutschlands den Weg über Magdeburg mit zwei Grenzkontrollen überflüssig machte.
1992 wurde der Main-Donau-Kanal fertiggestellt. Damit ist der Traum der europäischen Wasserstrassenbauer – eine durchgehende Verbindung von der Nordsee (dem Atlantik) bis zum Schwarzen Meer – in Erfüllung gegangen, den Kritiker allerdings als „Alptraum“ bewerten („Milliardengrab“ für den Steuerzahler, Einnahmeausfälle bei der Bahn, Verschandelung der Landschaft).
Aber nicht nur im Bereich der Binnenwasserstraßen war Europa eine riesige Baustelle, auch in der Seefahrt tat sich einiges. Die herausragenden Ereignisse waren
1895 wurde der Nord-Ostsee-Kanal nach 8 Jahren Bauzeit eröffnet. Damit wurde eine direkte Verbindung von der Nordsee zur Ostsee geschaffen. Neben einer erheblichen Verkürzung der Fahrtzeit brachte der Nord-Ostsee-Kanal auch den Vorteil, dass die gefürchtete Fahrt durch das Skagerrak damit der Vergangenheit angehörte.
1931 wurde die Nord-Schleuse in Bremerhaven in Betrieb genommen. Mit 372 m Länge und einer Breite von 45 m war sie zu der Zeit die größte Schleuse der Welt.

#### Rechtliche Entwicklung
Im Mittelalter wurde der Verkehr auf den Wasserstraßen mit hohen Zöllen belegt (sh. Wasserregal).
- erst der am 24. Oktober 1648 geschlossene Westfälische Friedensvertrag, (Art. 9, § 1 u. 2) hat für das Deutsche Reich den Grundsatz der freien und ungehinderten Schifffahrt ausgesprochen. Die Verpflichtungen des Reichsoberhaupts in dieser Hinsicht bestimmte die Wahlkapitulation, Art. 18, § 6–8, 17. Die praktische Durchführung dieser Grundsätze blieb jedoch lange Zeit infolge der Zölle, Stapelrechte und sonstigen Gerechtsame seitens der zahlreichen Territorialherren aus. Es dauerte Jahrhunderte, bis die Flusszölle abgeschafft wurden.

- Der Wiener Kongress überträgt die 1815 die Hoheit für Bau und Unterhaltung der Wasserstraßen den jeweiligen Staaten.

- Die deutsche Reichsverfassung von 1871 gibt dem Reich in Artikel 4 das Aufsichtsrecht über die Wasserstraßen des allgemeinen Verkehrs.

- Das Grundgesetz der Bundesrepublik Deutschland legt 1949 eine einheitliche Zuständigkeit des Bundes für die Bundeswasserstraßen fest.

### Ausblick
Im Zeitraum Februar 2003 – Juni 2004 bearbeitete ein Konsortium das Projekt „PINE: Prospects for Inland Navigation within the enlarged Europe“ (Aussichten für die Binnenschifffahrt in der erweiterten EU). Der Fokus der Studie lag im Bereich des Güterverkehrs; Kernpunkt waren die vier wichtigsten Binnenwasserstraßenkorridore Europas:
- Rhein inklusive Nebenflüsse (Niederlande, Westen Deutschlands, Norden Belgiens, Luxemburg, Frankreich und Schweiz);
- Ost-West-Korridor (Norden und Osten Deutschlands, Polen und Tschechische Republik);
- Donaukorridor (Südosten Deutschlands, Österreich, Slowakei, Ungarn, Rumänien, Bulgarien), und
- Nord-Süd-Korridor (Teile der Niederlande und Belgiens, Frankreich).

Darüber hinaus wurden die isolierten Wasserstraßensysteme von Großbritannien, Finnland, Schweden, Litauen, Italien, Spanien und Portugal betrachtet. Basierend auf einer ausführlichen und aktuellen Bestandserhebung des Binnenschifffahrtssektors zeigt die vorliegende Studie die Potenziale sowie die Möglichkeiten der Stärkung der Binnenschifffahrt in einem erweiterten Europa auf.

## Kanäle von weltweiter Bedeutung
Für den internationalen Seeschiffsverkehr von zentraler Bedeutung sind der Suezkanal und der Panamakanal.
Der 126,2 km lange Suezkanal wurde von 1855 bis 1869 gebaut. Er schafft eine direkte Verbindung zwischen dem Mittelmeer und dem Roten Meer und verkürzt dadurch den Seeweg von Marokko zum Horn von Afrika um ca. 4.700 Seemeilen.
Die Bauzeit des 81,6 km langen Panamakanals dauerte von 1906 bis 1914. Der Kanal durchschneidet die Landenge zwischen dem Karibischen Meer und dem Pazifischen Ozean in Mittelamerika. Von Bedeutung ist er besonders für den Schiffsverkehr von der Ostküste zur Westküste der USA.